# Sprungbein

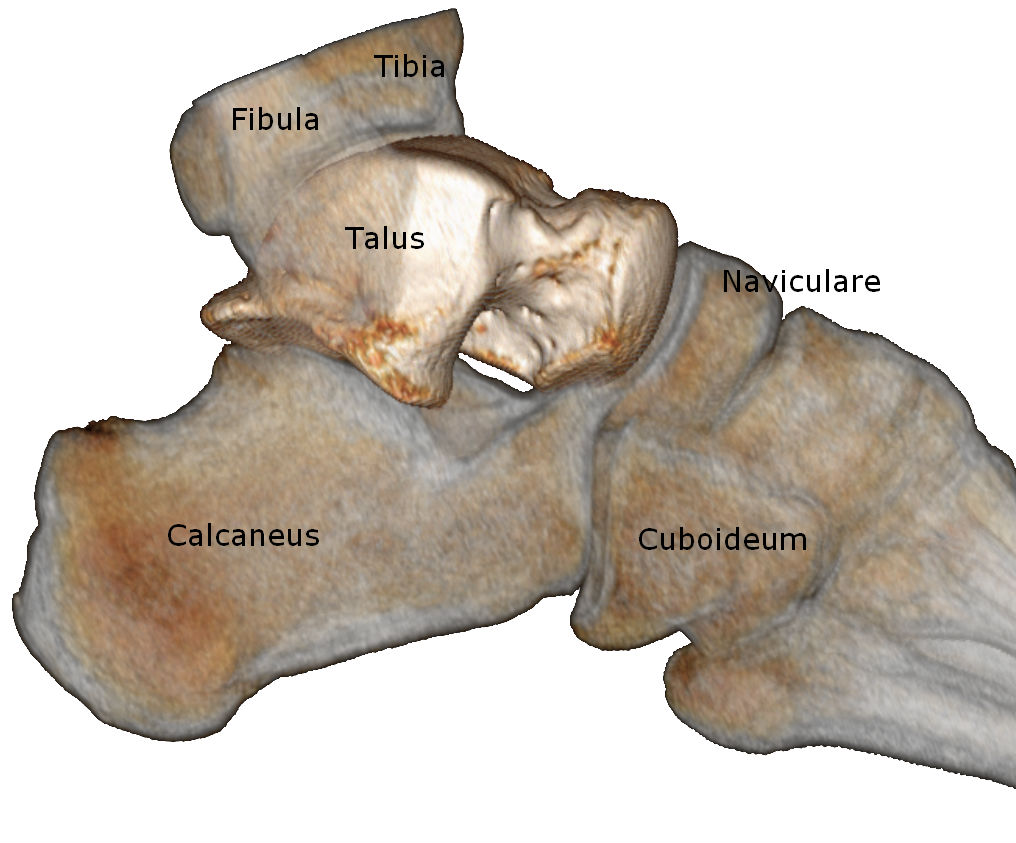
Lage des Talus im menschlichen Fuß (Ansicht von außen mit halbtransparenter Darstellung der umgebenden Knochen)

Das Sprungbein oder Rollbein, älter auch Fesselknochen, lateinisch Talus, veraltet auch Astragalus und Astragal, ist ein kurzer Knochen und Bestandteil der Fußwurzel und des Sprunggelenkes. Es liegt zwischen Knöchelgabel (Malleolengabel) und Fersenbein (Calcaneus) und verbindet den Fuß mit dem Bein.

## Aufbau beim Menschen

Schema der Fußknochen des Menschen, Nr. 7 bezeichnet das Sprungbein.

Der Talus besteht aus dem Körper (Corpus tali), dem Hals (Collum tali) und dem Sprungbeinkopf (Caput tali).
Auf der Oberseite des Talus befindet sich die Sprungbeinrolle (Trochlea tali). In der Seitansicht ist die Sprungbeinrolle konvex, wobei die Krümmung vorn größer ist als hinten. In der Vorderansicht zeigt sich jedoch eine Konkavität, die Rolle ist mittig eingewölbt mit den prominenten Seiträndern und passt zur leichten mittigen Vorwölbung des Schienbeinendes. Hierdurch wird die Schienbeinrolle zusätzlich in der Knöchelgabel gesichert und geführt. Die Schienbeinrolle ist im hinteren Anteil etwas schmaler und weniger eingewölbt, entsprechend sind bei Fußbeugung mehr Kippbewegungen im oberen Sprunggelenk möglich. Hingegen ist die Schienbeinrolle vorn gering breiter als die Knöchelgabel und somit im normalen Stand sicher eingepasst mit Dehnung der tibiofibularen Syndesmose. Dies führt zu einer hohen Gelenkstabilität des oberen Sprunggelenks im normalen Stand.
Medial der Trochlea tali befindet sich die kommaförmige Gelenkfläche für den Innenknöchel (Facies malleolaris medialis). Von dieser Gelenkfläche geht nach hinten der Processus posterior tali ab. Lateral der Trochlea tali befindet sich die dreieckige Gelenkfläche für den Außenknöchel (Facies malleolaris lateralis). Von dieser Gelenkfläche geht nach außen der Processus lateralis tali ab.
Auf dem Sprungbeinkopf befindet sich die Gelenkfläche für das Kahnbein (Naviculare). Diese Gelenkfläche wird als Facies articularis navicularis bezeichnet. Hier liegt der kugelförmige Kopf in der konkaven Gelenkfläche des Kahnbeines, wodurch das Talonavikular-Gelenk gebildet wird. Die Gelenkfläche ist Bestandteil der vorderen Abteilung des unteren Sprunggelenkes (USG).
Rückseitig findet sich ein ausgeprägter Fortsatz, der Processus posterior tali. Dieser wird durch eine Rinne (Sulcus) geteilt, durch die die Sehne des langen Großzehenbeugers läuft (Sulcus tendinis musculi flexoris hallucis longi). Der laterale Anteil (Tuberculum laterale processus posterioris tali) ist deutlich prominenter und kann als Os trigonum einen selbständigen akzessorischen Knochen darstellen, der sich bei 13 % der Menschen findet. Am lateralen Anteil inseriert der hintere Anteil des Außenbandapparates.
Auf der Unterseite befinden sich die folgenden drei Gelenkflächen, die mit dem Fersenbein in Berührung stehen:
- Facies articularis calcanea anterior
- Facies articularis calcanea media
- Facies articularis calcanea posterior

Zwischen der Facies articularis calcanea media und der Facies articularis calcanea posterior liegt eine Furche, die als Sulcus tali bezeichnet wird. Zusammen mit einer entsprechenden Furche des Fersenbeines (Sulcus calcanei) bildet diese Furche den Sinus tarsi.

## Aufbei bei Paarhufern
Bei Paarhufern besitzt der Talus zwei Gelenkrollen. Die obere Gelenkrolle (Trochlea tali proximalis) bildet die gelenkige Verbindung zur Gelenkschraube des Schienbeins (Cochlea tibiae) und die untere Gelenkrolle (Trochlea tali distalis) artikuliert mit dem Os tarsi centrale und quartum des Sprunggelenks.

## Fehlanlagen
Fehlbildungen:
- Tarsale Koalitionen Coalitio, Synostosen (Verschmelzung) mit dem Calcanaeus und/oder dem Os naviculare tarsi[5][6]
- Talusspalte, unvollständige Fusion der embryonalen Kernanlagen[7]
- Kugeltalus, angeborene Fehlanlage mit entsprechender Veränderung im Oberen Sprunggelenk

Fehlstellungen:
- Talus verticalis
- Talus obliquus[8]

## Frakturen bei Menschen

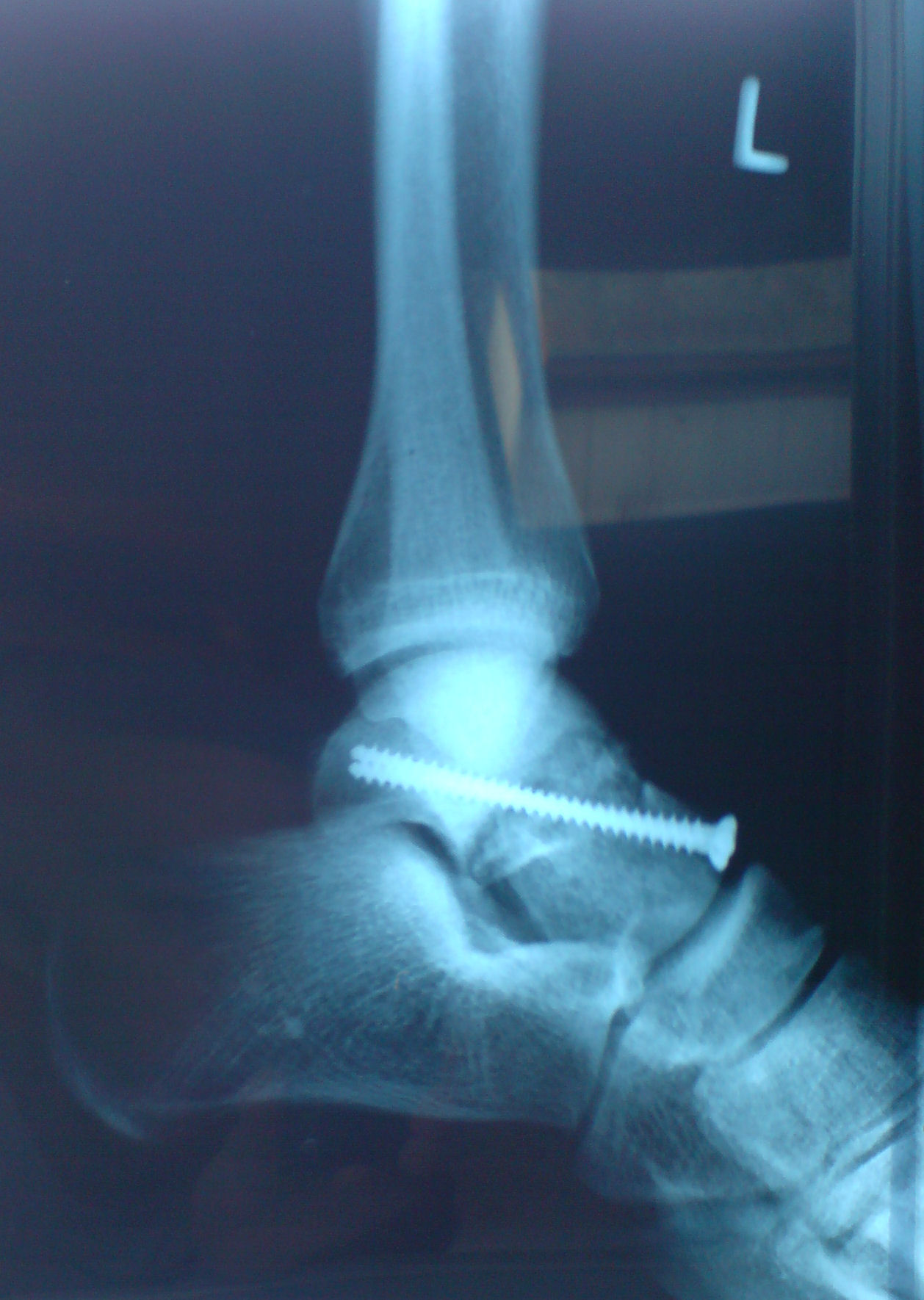
Operativ versorgte Mehrfragmentfraktur des Talushalses

Knochenbrüche (Frakturen) des Sprungbeins sind sehr selten und machen nur 0,32 % aller Knochenbrüche und nur 3,4 % aller Brüche am Fuß aus. Bei Kindern kommen Sprungbeinbrüche quasi nicht vor. Ursächlich sind in der Regel Stürze aus großer Höhe oder Unfälle mit hoher Energie. Die ersten Fallserien wurden während der Weltkriege beschrieben und betrafen vor allem Piloten, die abgesprungen waren, und Fallschirmspringer, woher noch der Name aviator’s astragalus (Flieger-Sprungbein) herrührt.
Am häufigsten sind die Talushalsbrüche zwischen dem distal gelegenen Taluskopf und der proximalen Talusrolle. Hierzu bedarf es meist einer forcierten Dorsalextension des Fußes, meist kombiniert mit einer Supinations- oder Pronationsbewegung (weshalb begleitende Knöchelbrüche nicht selten sind). Für die Talushalsbrüche wird sehr oft die Einteilung nach Hawkins genutzt:
- °1 – unverschobene Talushalsfraktur
- °2 – Verschiebung mit Luxation des Taluskopfes zusammen mit dem Fersenbein gegen die Talusrolle
- °3 – Das proximale Fragment (die Talusrolle) luxiert komplett nach hinten
- °4 – Beide Fragmente sind luxiert, das proximale Fragment nach hinten und das distale Fragment zumindest teilweise nach ventral.

Die Behandlung eines Knochenbruchs des Sprungbeins richtet sich nach der Lokalisation und Schwere der Fraktur. Bei einem Bruch ohne Verlagerung der Bruchenden stellt man den Fuß meist in einem Unterschenkel-Gips ruhig. Sind die Bruchenden verlagert (disloziert), kommt zumeist eine operative Methode (Osteosynthese) zum Einsatz. Die Gefahr einer Durchblutungsstörung mit nachfolgender Osteonekrose vor allem des Taluskörpers ist bei verschobenen oder mehrfragmentären Frakturen sehr groß, daher ist eine lange Entlastungsphase nach der Operation nötig. Vor allem bei Snowboardern kann es zu einer Fraktur des Processus lateralis tali kommen, die als Snowboarder’s Ankle bezeichnet wird.
Ein Os trigonum an der Rückseite des Sprungbeins ist ein akzessorischer Knochen, der anlagebedingt entsteht oder die Folge einer Ausrissfraktur des Tuberculum laterale processus posterioris tali sein kann, durch Zug des dort inserierenden hinteren Anteils des Außenbandapparates (Ligamentum talofibulare posterius) bei Supinationsverletzungen des Oberen Sprunggelenks.
Ein früher häufiger angewandtes Verfahren bei mehrfragmentären Brüchen des Sprungbeins war dessen komplette Entfernung (Astragalektomie). Hierdurch bleibt aber eine oft schmerzhafte Bewegungseinschränkung mit Störung der normalen Fuß-Biomechanik. Im Allgemeinen wird heute eine möglichst anatomische Rekonstruktion angestrebt.